# 15e cérémonie des Lumières
 (décembre 2021).

La 15e cérémonie des Lumières de la presse internationale s'est déroulée le 15 janvier 2010 à l’Auditorium de l'Hôtel de ville de Paris et était présidée par le réalisateur Régis Wargnier et animée par la journaliste Estelle Martin.

## Palmarès

### Meilleur film
- Welcome de Philippe Lioret
  - Un prophète de Jacques Audiard
  - Dans la brume électrique de Bertrand Tavernier
  - Coco avant Chanel, d'Anne Fontaine
  - À l'origine de Xavier Giannoli

### Meilleure mise en scène
- Jacques Audiard pour Un prophète
  - Bertrand Tavernier pour Dans la brume électrique
  - Anne Fontaine pour Coco avant Chanel
  - Philippe Lioret pour Welcome
  - Xavier Giannoli pour À l'origine

### Meilleure actrice
- Isabelle Adjani pour le rôle de Sonia Bergerac dans La Journée de la jupe
  - Dominique Blanc pour L'Autre
  - Valeria Bruni Tedeschi pour Les Regrets
  - Sandrine Kiberlain pour Mademoiselle Chambon
  - Audrey Tautou pour Coco avant Chanel

### Meilleur acteur
- Tahar Rahim pour le rôle de Malik El Djebena dans Un prophète
  - François Cluzet pour le rôle de Paul / « Philippe Miller » dans À l'origine
  - Yvan Attal pour le rôle de Stanislas Graff dans Rapt
  - Vincent Lindon pour le rôle de Simon Calmat dans Welcome
  - Romain Duris pour le rôle de Daniel dans Persécution

### Révélation féminine
- Pauline Étienne pour le rôle de Laure dans Qu'un seul tienne et les autres suivront
  - Mati Diop pour 35 Rhums de Claire Denis
  - Garance Le Guillermic pour Le Hérisson de Mona Achache
  - Julie Sokolowski pour Hadewijch de Bruno Dumont
  - Christa Theret pour LOL (Laughing Out Loud) de Lisa Azuelos

### Révélation masculine
- Vincent Lacoste et Anthony Sonigo pour les rôles de Hervé et Camel dans Les Beaux Gosses
  - Firat Ayverdi pour Welcome de Philippe Lioret
  - Maxime Godart pour Le Petit Nicolas de Laurent Tirard
  - Samy Seghir pour Neuilly sa mère ! de Gabriel Julien-Laferrière

### Meilleur scénario
- Mia Hansen-Løve pour Le Père de mes enfants
  - Jacques Audiard, Abdel Raouf Dafri, Thomas Bidegain, Nicolas Peufaillit pour Un prophète
  - Philippe Lioret, Emmanuel Courcol, Olivier Adam pour Welcome
  - Radu Mihaileanu, Alain-Michel Blanc, Matthew Robbins, Hector Cabello Reyes, Thierry Degrandi pour Le Concert
  - Mathias Gokalp, Nadine Lamari pour Rien de personnel

### Meilleur film francophone
- J'ai tué ma mère de Xavier Dolan (Québec)
  - Une journée de Jacob Berger (Suisse, France)
  - Après l'océan d'Eliane de Latour (France, Royaume-Uni, Côte d'Ivoire)
  - Élève libre de Joachim Lafosse (Belgique, France)
  - Où est la main de l'homme sans tête de Stéphane Malandrin, Guillaume Malandrin (Belgique, Pays-Bas, France)
  - Les Saignantes de Jean-Pierre Bekolo (Cameroun, France)

### Meilleure image
- Glynn Speeckaert pour À l'origine

### Prix du public mondial(remis parTV5 Monde)
- Où est la main de l'homme sans tête de Guillaume et Stéphane Malandrin